# Robert Schrieffer
John Robert Schrieffer (Oak Park, 31 maggio 1931 – Tallahassee, 27 luglio 2019) è stato un fisico statunitense, vincitore, insieme a John Bardeen e Leon Cooper, del premio Nobel per la fisica nel 1972, per «la loro teoria della superconduttività, generalmente denominata Teoria BCS».

## Biografia
Schrieffer è nato nel 1931 a Oak Park, nello Stato dell'Illinois, ma nel 1940 si trasferì con la famiglia a Manhasset, nello stato di New York, e nel 1947 a Eustis, in Florida, dove suo padre iniziò a fare carriera nell'industria degli agrumi.

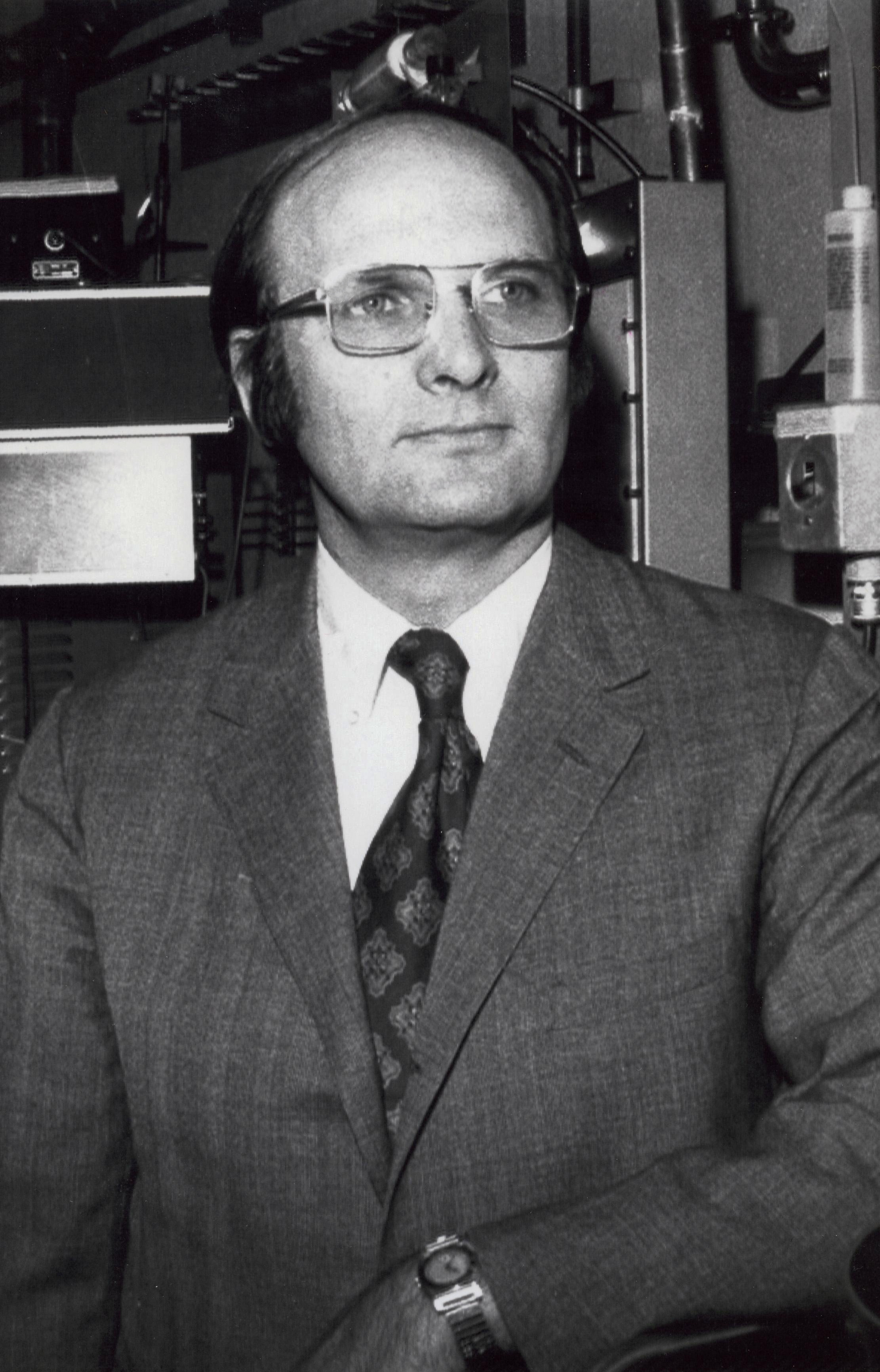
John Robert Schrieffer nel 1972

Dopo il diploma, ottenuto nel 1949, s'iscrisse al Massachusetts Institute of Technology, dove studiò prima ingegneria elettronica, poi fisica. Si laureò con una tesi il cui relatore fu John C. Slater, nel 1953. Intraprese gli studi post laurea all'Università dell'Illinois, dove divenne assistente ricercatore di John Bardeen. Successivamente, insieme a Bardeen e Cooper iniziò a sviluppare la teoria che sarebbe poi diventata la Teoria BCS sulla superconduttività, che avrebbe valso, ai tre, l'assegnazione del premio Nobel per la fisica nel 1972.

### Vicende giudiziarie
Il 7 novembre 2005 fu condannato a due anni di carcere per omicidio stradale, avendo ucciso un uomo e ferite altre sette persone, andandosi a schiantare con la sua auto sportiva contro un'altra vettura, il 24 settembre 2004 e fu condannato a due anni di carcere che scontò nella Richard J. Donovan Correctional Facility a Rock Mountain presso San Diego, in California.Schrieffer aveva anche dei precedenti, ovvero nove multe per eccesso di velocità. Inoltre all'epoca dell'incidente la sua patente era sospesa. I legali dello scienziato sostennero che l'incidente aveva avuto luogo perché Schrieffer si era addormentato al volante.

### Vita privata
Schrieffer ha sposato Anne Grete Thomsen nel 1960 ed ha avuto da lei tre figli: Bolette, Paul e Regina.
Morì nel sonno a fine luglio 2019 all'età di 88 anni in un pensionato in Florida.